# Брукер, Абрам Бенцианович
Абрам Бенцианович Брукер (31.12.1898 — ?) — советский химик-органик, лауреат Ленинской премии 1960 года.
Родился в местечке Седлище Холмского уезда Холмской губернии (Царство Польское).
С мая 1919 по 1920 год служил в РККА.
Окончил химический факультет МВТУ и преподавал там же, а в 1930—1932 гг. — в созданном на базе химического факультета МВТУ Втором химико-технологическом институте.
С 09.08.1932 года, после очередной реорганизации, — доцент Военной академии химической защиты им. К. Е. Ворошилова.
Уволен с военной службы 01.04.1955 в звании инженера-полковника. После этого — старший научный сотрудник  ГСНИИ-403 (Государственного научно-исследовательского института органической химии и технологии (ГосНИИОХТ). Работал над созданием отравляющих веществ.
По совместительству преподавал в МВТУ.
Ленинская премия 1960 года (в составе авторского коллектива) — за организацию разработки и освоения промышленного производства фосфорорганического ОВ зарина.
Награждён орденами Красной Звезды (дважды — 16.08.1936 и 06.11.1947), Красного Знамени (20.04.1953), медалями «За боевые заслуги» (03.11.1944) и «За победу над Германией в Великой Отечественной войне 1941—1945 гг.»
Сочинения:
- Е. И. Гринштейн, А. Б. Брукер, Л. З. Соборовский, «Оксиметилирование фосфина и его производных», Докл. АН СССР, 139:6 (1961), 1359—136.
- А. Б. Брукер, Л. Д. Балашова, Л. З. Соборовский, «Синтез элемент-элементоорганических соединений, в которых кремний или олово связаны непосредственно с фосфором или мышьяком», Докл. АН СССР, 135:4 (1960), 843—846